# Odrażający dr Phibes

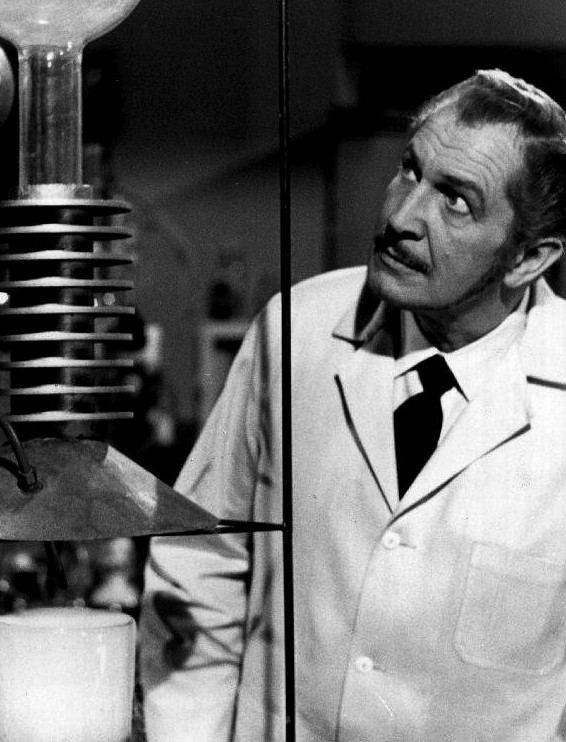
Odtwórca roli tytułowej, Vincent Price, w 1969 roku

Odrażający dr Phibes (ang. The Abominable Dr. Phibes) – amerykańsko-brytyjski horror z elementami czarnej komedii z 1971 roku w reżyserii Roberta Fuesta. W filmie w rolach głównych wystąpili Vincent Price, Joseph Cotten, Terry-Thomas i Peter Jeffrey. Fabuła skupia się na losach szalonego doktora i organisty, mszczącego się za śmierć żony na lekarzach, którzy nie zdołali ocalić jej życia. Obraz uchodzi za kultowy, ze względu na obecny w nim czarny humor, tytułową rolę Price’a oraz scenografię typową dla nurtu art déco. Krytycy ocenili dzieło jako „perfekcyjną kombinację horroru z humorem”, chwalili także kampowy ton produkcji. W 1972 roku wydano sequel filmu, zatytułowany Dr Phibes powraca .

## Fabuła
W 1922 roku w Londynie ginie lekarz Dunwoody zagryziony przez tropikalne nietoperze. Stoi za tym tajemniczy organista i jego asystentka. Badający sprawę inspektor Trout z Scotland Yardu dowiaduje się, że to druga ofiara. Pierwszą był doktor Thornton śmiertelnie pokąsany przez pszczoły. Organista po nałożeniu charakteryzacji udaje się na bal maskowy, gdzie spotyka psychiatrę o nazwisku Hargreaves. Pomaga mu założyć maskę żaby. Hargreaves nie wie, że maska ma ściskający mechanizm i miażdży mu głowę. Każdą z ofiar łączy fakt, że wszyscy byli lekarzami. 
Organista podjeżdża pod posiadłość doktora Longstreeta, oglądającego z kinematografu taniec egzotycznej tancerki. Ku jego zdumieniu pojawia się zmysłowa kobieta. To asystentka organisty, który pobiera całą krew Longstreeta. Tymczasem podczas badania sprawy Trout dowiaduje się, że ofiary były współpracownikami doktora Vesaliusa. Podczas przesłuchiwania Vesaliusa Trout dowiaduje się o śmierci Longstreeta. Na miejscu zbrodni zostaje znaleziony jeden z amuletów z żydowskim symbolem, które organista zakładał woskowym replikom swych ofiar na znak wykonania zadania. Na amulecie zapisane jest nazwisko jubilera, który wykonał dziesięć takich na zlecenie wytwornej damy. Po ekspertyzie rabina Trout dowiaduje się, że znak oznacza jedną z boskich klątw rzuconych na faraona przed Exodusem. 
Trout ponownie rozmawia z Vesaliusem, który ponad rok temu wraz z martwymi próbował ocalić bezskutecznie życie Victorii Reginy Phibes. Jej mąż Anton wkrótce po tym zginął w wypadku samochodowym w Szwajcarii. Nikt nie wie, że mordercą jest sam Phibes, który upozorował swą śmierć i jedynie stracił zdolność mowy, którą odtwarza za pomocą specjalnego patefonu. Nie może pogodzić się ze śmiercią ukochanej żony, w jego ocenie spowodowaną przez niedostateczne kompetencje operujących ją lekarzy i dokonuje na nich morderstw inspirowanych plagami egipskimi. Kolejną ofiarą Phibesa i jego asystentki jest doktor Hedgepath, zamrożony w swym samochodzie. Policja chce objąć ochroną pozostałych medyków związanych z żoną Phibesa, doktorów Kitaja i Whitcombe’a i pielęgniarki Allen. 
Trout nie mając innych poszlak podejrzewa, że odpowiedzialny za zbrodnie może być Anton Phibes, nikt jednak nie wierzy, że mężczyzna nadal żyje. Dowiaduje się, dwa lata temu że szwajcarski majątek Phibesów przelano do Anglii na konto tajemniczej kobiety. Vesalius odkrywa, że Phibes miał doktorat z muzyki i teologii i był wybitnym organistą, który rzekomo wciąż robił zamówienia w sklepie muzycznym niedowidzącego właściciela. Vesalius i Trout odwiedzają mauzoleum Phibesów, gdzie w grobie Antona są jego prochy. Trout jednak sądzi, że prochy należą do szofera Phibesa. Okazuje się za to, że grób Victorii jest pusty.  
Tymczasem z podróży po Europie wraca doktor Kitaj i korzysta z usług dwupłatowca. Uprzednio Phibes umieścił tam szczury, które podgryzają Kitaja. Policja przybywa za późno i dwupłatowiec ulega katastrofie lotniczej. Chcąc uchronić Whitcombe’a i Allen przed śmiercią, tego pierwszego policja ma wywieść na wieś, a szpital, którym pracuje Allen jest obstawiony. Jednak Whitcombe zostaje przebity na wylot przez wystrzeloną z katapulty mosiężną rzeźbę jednorożca, zaś Alleny zostaje pokryta wywarem z brukselek i przez co pożarta przez szarańcze. Vesalius obawia się o swój los, wiedząc że był głównym chirurgiem żony Phibesa.  
Vesalius wątpi, że jego śmierć będzie związana z egipskimi ciemnościami, jako że nie jest pierworodnym w rodzeństwie. Trout z trwogą zdaje sobie sprawę, że ofiarą Phibesa może paść nastoletni syn Vesaliusa, Lem. Chłopak zostaje uprowadzony mimo obstawy policyjnej. Phibes dzwoni do Vesaliusa i każe mu przyjść samemu do jego siedziby. Phibes umieścił u Lema kluczyk przy sercu, daje jednak szansę Vesaliusowi na ocalenie syna i każe mu go zooperować, nim rura z kwasem zacznie kapać. Wyjawia też, że w wyniku wypadku samochodowego został potwornie oszpecony. W ostatniej chwili Vesaliusa udaje się ocalić Lema. Vulnavia – asystentka Phibesa mająca rozkaz zniszczyć wszystko jest osaczona przez przybyłą policję i sama ginie od kwasu. Phibesowi udaje się uciec do piwnicy i pochować się w kamiennym sarkofagu zawierającym zabalsamowane ciało jego żony. Usatysfakcjonowany wypełnieniem zemsty spuszcza on swoją krew, jednocześnie zastępując ją płynem balsamującym i kładzie się w sarkofagu obok Victorii.  

## Obsada
- Vincent Price – dr Anton Phibes
- Joseph Cotten – dr Vesalius
- Peter Jeffrey – inspektor Harry Trout
- Virginia North – Vulnavia
- Derek Godfrey – Crow
- Norman Jones – sierż. policji Tom Schenley
- John Cater – superintendent Waverley
- Sean Bury – Lem Vesalius
- Susan Travers – pielęgniarka Allen
- Maurice Kaufmann – dr Whitcombe
- Peter Gilmore – dr Kitaj
- David Hutcheson – dr Hedgepath
- Terry-Thomas – dr Longstreet
- Alex Scott – dr Hargreaves
- Edward Burnham – dr Dunwoody
- Caroline Munro – Victoria Regina Phibes
- John Laurie – Darrow
- Aubrey Woods – Goldsmith
- Hugh Griffith – rabin
- Barbara Keogh – pani Frawley
- Joanna Lumley – asystentka w laboratorium (scena usunięta)

## Nagrody i wyróżnienia
- 1971, Sitges – Catalonian International Film Festival:
  - Specjalne Wyróżnienie dla najlepszego aktora (nagrodzony: Vincent Price)[4]